# Disocactus anguliger
Espèce
Statut CITES
Disocactus anguliger est une espèce de plantes de la famille des Cactaceae.
Elle est originaire des forêts tropicales d'Amérique centrale et du Sud. Les feuilles ont une couleur vert vif et une texture lisse.

## Systématique
Le nom correct complet (avec auteur) de ce taxon est Disocactus anguliger (Lem.) M.Á.Cruz & S.Arias.
L'espèce a été initialement classée dans le genre Phyllocactus sous le basionyme Phyllocactus anguliger Lem..
Elle a ensuite été classée dans le genre Epiphyllum jusqu'en 2016.
Disocactus anguliger a pour synonymes :
- Cereus mexicanus Lem.
- Cereus mexicanus Lem. ex C.F.Först.
- Epiphyllum anguliger (Lem.) G.Don
- Epiphyllum anguliger (Lem.) G.Don ex Loudon
- Epiphyllum anguliger (Lem.) H.P.Kelsey & Dayton, 1942
- Epiphyllum darrahii (K.Schum.) Britton & Rose
- Phyllocactus angularis Lem.
- Phyllocactus angularis Lem. ex Labour.
- Phyllocactus anguliger Lem.
- Phyllocactus darrahii K.Schum.
- Phyllocactus mexicanus (Lem. ex C.F.Först.) Salm-Dyck
- Phyllocactus mexicanus (Lem. ex C.F.Först.) Salm-Dyck ex Labour.
- Phyllocactus serratus Brongn.
- Phyllocactus serratus Brongn. ex Labour.